# دونيس ميدينا ديل روزاريو
أدونيس ميدينا ديل روزاريو ولد في 18 ديسمبر 1996 هو لاعب بيسبول محترف من الدومونيكا وهو وكيل حر. لقد لعب سابقًا في دور البيسبول الرئيسي م ل ب لفريق نيويورك ميتس وفي دور ك ب ؤ لفريق كيا تايجرز .